# 743. grenadirski polk (Wehrmacht)
743. grenadirski polk (izvirno nemško 743. Grenadier-Regiment; kratica 743. GR) je bil pehotni polk Heera v času druge svetovne vojne.

## Zgodovina
Polk je bil ustanovljen 15. oktobra 1942 za potrebe 719. pehotne divizije in uničen marca 1945. 
Ponovno je bil ustanovljen 15. aprila 1945.